# Heinz Welke
Heinz Welke  (* 16. März 1911 in Iserlohn; †  2. November 1977 in Frankfurt am Main) war ein deutscher Theologe und Widerstandskämpfer gegen den Nationalsozialismus.

## Werdegang
Welke studierte Theologie an den Universitäten Münster, Zürich und Bonn und verbrachte 1933/1934 ein Studiensemester in Zürich. Im Dezember 1934 schloss er sich der Bekennenden Kirche an. 1935 verweigerte er den „Führer-Eid“ auf Adolf Hitler, den alle Studenten ablegen mussten. Er schloss sein Studium an der Theologischen Schule der Bekennenden Kirche in Elberfeld ab und wurde vom Pfarrernotbund nach Frankfurt am Main geschickt, wo er 1936/37 Vikar an der von Pfarrer Otto Fricke geleiteten Dreifaltigkeitsgemeinde wurde. 1939 wurde er von der Gestapo verhaftet und erst Wochen später schwerkrank aus der Haft entlassen. Er floh in die Schweiz, wo er sich von der Haft erholte, kehrte aber Weihnachten 1940 ins Deutsche Reich zurück, da er nur dort Widerstand gegen den Nationalsozialismus leisten konnte.

## Wirken
1942/44 war er Pfarrverweser an der Frankfurter Dreifaltigkeitsgemeinde. In dieser Zeit rettete ein Netzwerk im Frankfurter Stadtteil Bockenheim, zu dem Welke und der Arzt Fritz Kahl und seine Frau Margarete gehörten, eine große Anzahl Juden. Die genaue Zahl ist nicht zu ermitteln. Das Rettungsnetzwerk organisierte Verstecke und Fluchtwege in die Schweiz, die Niederlande und nach Frankreich. Meist war es eine „Pfarrhauskette“, über die die Verfolgten unter ständiger Angst vor Kontrollen in Etappen von 40 Kilometern flohen. Zu den Untergrundmethoden gehörten dutzendfache Umzüge, falsch ausgefüllte Fragebögen, gefälschte Kennkarten und erschlichene „Postausweise“. An jeder Fluchtaktion waren zahlreiche Menschen beteiligt, Pfarrer, Handwerker, der Zellenwart gaben Hinweise, ein Kriminalbeamter, der vor „Aktionen“ der Gestapo warnte, oder die Frau eines KZ-Wächters, die Nachbarn warnte, während des Heimaturlaubs ihres Mannes den Mund zu halten.
Einer der Geretteten war der Jude Robert Eisenstädt, der aus dem KZ Majdanek geflohen und nach Frankfurt gelangt war. Mit ihm hatten Welke und Kahl einen Augenzeugen für die Massenmorde an Juden. Sie bereiteten Eisenstädts Flucht in die Schweiz vor. Die Flucht gelang und Eisenstädt berichtete dort über die Judenvernichtung, doch schenkten Regierungsstellen in Großbritannien und den USA seinem Bericht keinen Glauben.
Von 1945 bis 1976 war Welke Pfarrer der Paul-Gerhardt-Gemeinde in Frankfurt-Niederrad. Er war in der Kampagne gegen die Wiederaufrüstung der Bundesrepublik Deutschland und der Friedensbewegung aktiv. Welke starb am 2. November 1977 in Frankfurt am Main. Eine Ausstellung „Was ihr getan habt … – Zivilcourage und Widerstand“ erinnerte 2011 in der Katharinenkirche in Frankfurt am Main an Heinz Welke.